# Вакцина Walvax проти COVID-19
Вакцина Walvax проти COVID-19, також відома під назвою ARCoV — кандидат на вакцину проти COVID-19, розроблений компаніями «Walvax Biotechnology» та «Suzhou Abogen Biosciences», а також Академією військових наук НВАК.

## Опис
ARCoV є РНК-вакциною, яка складається з мРНК, інкапсульованої наночастинками ліпідів, яка кодує домен-зв'язуючий рецептор SARS-CoV-2. Це перша вакцина до мРНК, затверджена для клінічних досліджень у Китаї. Вакцина випускається у рідкому вигляді, та є термостабільною при кімнатній температурі щонайменше протягом 1 тижня.

## Клінічні дослідження

### І-ІІ фаза клінічних досліджень
Доклінічні дослідження на мишах і приматах показали, що вакцина «ARCoV» спричинювала імунну відповідь, спричинену T-лімфоцитами, та вироблення стійких антитіл проти SARS-CoV-2.
У червні 2020 року компанія «Walvax» розпочала I фазу клінічного дослідження для оцінки безпеки, переносимості та імуногенності кандидата у вакцини за участю 168 осіб віком 18–59 років у Ханчжоу, розділених на групи із введенням низької, середньої та високої доз вакцини.
У січні 2021 року компанія «Walvax» розпочала II фазу клінічного дослідження для оцінки імуногенності і безпеки різних доз вакцини за участю 420 осіб віком 18—59 років у містах Юнфу і Сянфен, розділених на групи із введенням низької, середньої, високої дози, і групу плацебо..

### ІІІ фаза клінічних досліджень
У квітні 2021 року розробляються плани проведення III фази клінічних досліджень у кількох містах за межами Китаю.
Мексика підписала угоду з компанією «Walvax» про проведення клінічних досліджень кандидата у вакцини «ARCOV» на пізніх стадіях. Міністерство закордонних справ Мексики заявило, що «Walvax» зацікавлена у виробництві вакцини в Мексиці.

## Виробництво
У грудні компанія «Walvax» розпочала будівництво установки для виробництва 120 мільйонів доз вакцини на рік.